# Sistema trigonale

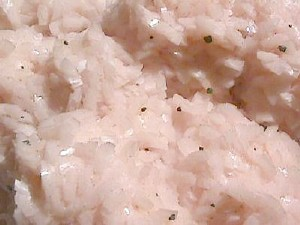
Un esempio di cristalli romboedrici trigonali, dolomite

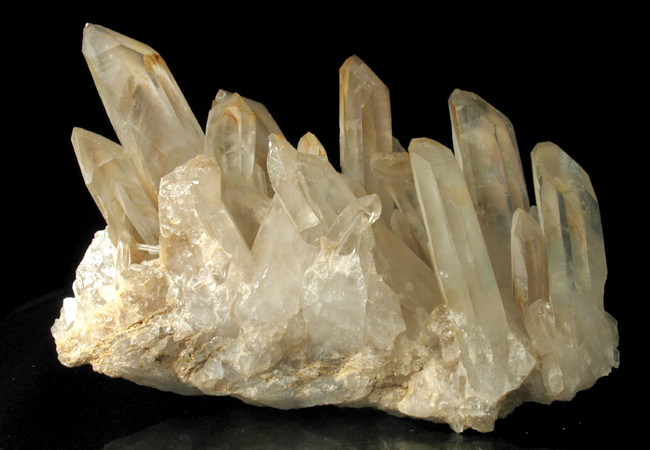
Un esempio di cristalli trigonali, quarzo

In cristallografia, il sistema trigonale è uno dei sette sistemi cristallini, e il sistema romboedrico è uno dei sette sistemi reticolari. Sono spesso confusi tra loro, al punto che i due termini sono sostanzialmente adoperati come sinonimi, anche se in realtà i due sistemi non coincidono perfettamente: i cristalli nel sistema reticolare romboedrico sono sempre nel sistema cristallino trigonale, mentre alcuni cristalli come il quarzo sono nel sistema cristallino trigonale ma non nel sistema reticolare romboedrico. 
Il sistema reticolare romboedrico è costituito dal reticolo romboedrico, mentre il sistema cristallino trigonale è costituito dai cinque gruppi puntuali dei sette gruppi spaziali con un reticolo romboedrico. Ci sono 25 gruppi spaziali i cui gruppi puntuali sono uno dei cinque del sistema cristallino trigonale, che è formato dai sette gruppi spaziali associati al sistema reticolare romboedrico insieme a 18 dei 45 gruppi spaziali associati al sistema reticolare esagonale. "Sistema cristallino romboedrico" è un termine ambiguo che confonde il sistema cristallino trigonale con il sistema reticolare romboedrico e può significare l'uno o l'altro di essi (o perfino la famiglia cristallina esagonale).
Nella classificazione in 6 famiglie cristalline, il sistema cristallino trigonale si combina con il sistema cristallino esagonale ed è raggruppato in una più vasta famiglia esagonale.

## Sistema reticolare romboedrico
Un sistema reticolare è descritto da tre vettori di base. Nel sistema romboedrico, il cristallo è descritto da vettori di uguale lunghezza, nessuno dei quali, presi a due a due, sono ortogonali. Il sistema romboedrico può essere pensato come il sistema cubico allungato lungo una diagonale del corpo. a = b = c; α = β = γ ≠ 90°. In alcuni schemi di classificazione, il sistema reticolare romboedrico si combina con il sistema reticolare esagonale e si raggruppa in una più ampia famiglia esagonale.
C'è soltanto un reticolo di Bravais romboedrico.

## Sistema cristallino trigonale
Il sistema cristallino trigonale è l'unico sistema cristallino i cui gruppi puntuali hanno più di un sistema reticolare associato ai loro gruppi spaziali: i reticoli esagonale e romboedrico appaiono entrambi.
| Romboedrico | Esagonale |
| ----------- | --------- |
|             |           |

I 5 gruppi puntuali in questo sistema cristallino sono elencati sotto, con il loro numero e la loro notazione internazionale, il nome dei loro gruppi spaziali  e cristalli di esempio. Tutti questi gruppi puntuali sono associati anche ad alcuni gruppi spaziali non presenti nel sistema reticolare romboedrico.
| #       | Gruppo puntuale                               | Gruppo puntuale | Gruppo puntuale | Gruppo puntuale | Gruppo puntuale | Esempi                                 | Gruppo spaziale                             |
| #       | Classe                                        | Intl            | Schoenflies     | Orbifold        | Coxeter         | Esempi                                 | Gruppo spaziale                             |
| ------- | --------------------------------------------- | --------------- | --------------- | --------------- | --------------- | -------------------------------------- | ------------------------------------------- |
| 143-146 | Piramidale romboedrico tetraedrico            | 3               | C3              | 33              | [3+]            | carlinite, jarosite                    | P3, P31, P32, R3                            |
| 147-148 | Romboedrico romboedrico tetraedrico           | 3               | S6              | 3x              | [2+,6+]         | dolomite, ilmenite                     | P3, R3                                      |
| 149-155 | Trapezoedrico                                 | 32              | D3              | 223             | [2,3]+          | abhurite, quarzo, cinabro              | P312, P321, P3112, P3121, P3212, P3221, R32 |
| 156-161 | Ditrigonale piramidale romboedrico emimorfico | 3m              | C3v             | *33             | [3]             | sciorlite, cerite, tormalina, alunite  | P3m1, P31m, P3c1, P31c, R3m, R3c            |
| 162-167 | Esagonale scalenoedrico romboedrico oloedrico | 3m              | D3d             | 2*3             | [2+,3]          | antimonio, ematite, corindone, calcite | P31m, P31c, P3m1, P3c1, R3m, R3c,           |